# Nanjing (Liao)
Pour les articles homonymes, voir Nanjing (homonymie).
Nanjing (chinois : 南京 ; pinyin : nánjīng) ou Yanjing (chinois : 燕京 ; pinyin : yànjīng) était le nom de Pékin pendant la Dynastie Liao (907/916 – 1125), lorsque les dirigeants khitans en firent leur capitale du Sud. Certains bâtiments de cette époque sont encore visible à Pékin.
Il se font chasser en 1125 par les Toungouses jurchens de la Dynastie Jin qui en feront leur capitale.
Le Khagan mongol Kubilaï Khan en fera la capitale de l'Empire mongol et de la dynastie Yuan au XIIIe siècle sous le nom de Khanbalik en köktürk, ou Dadu en chinois.

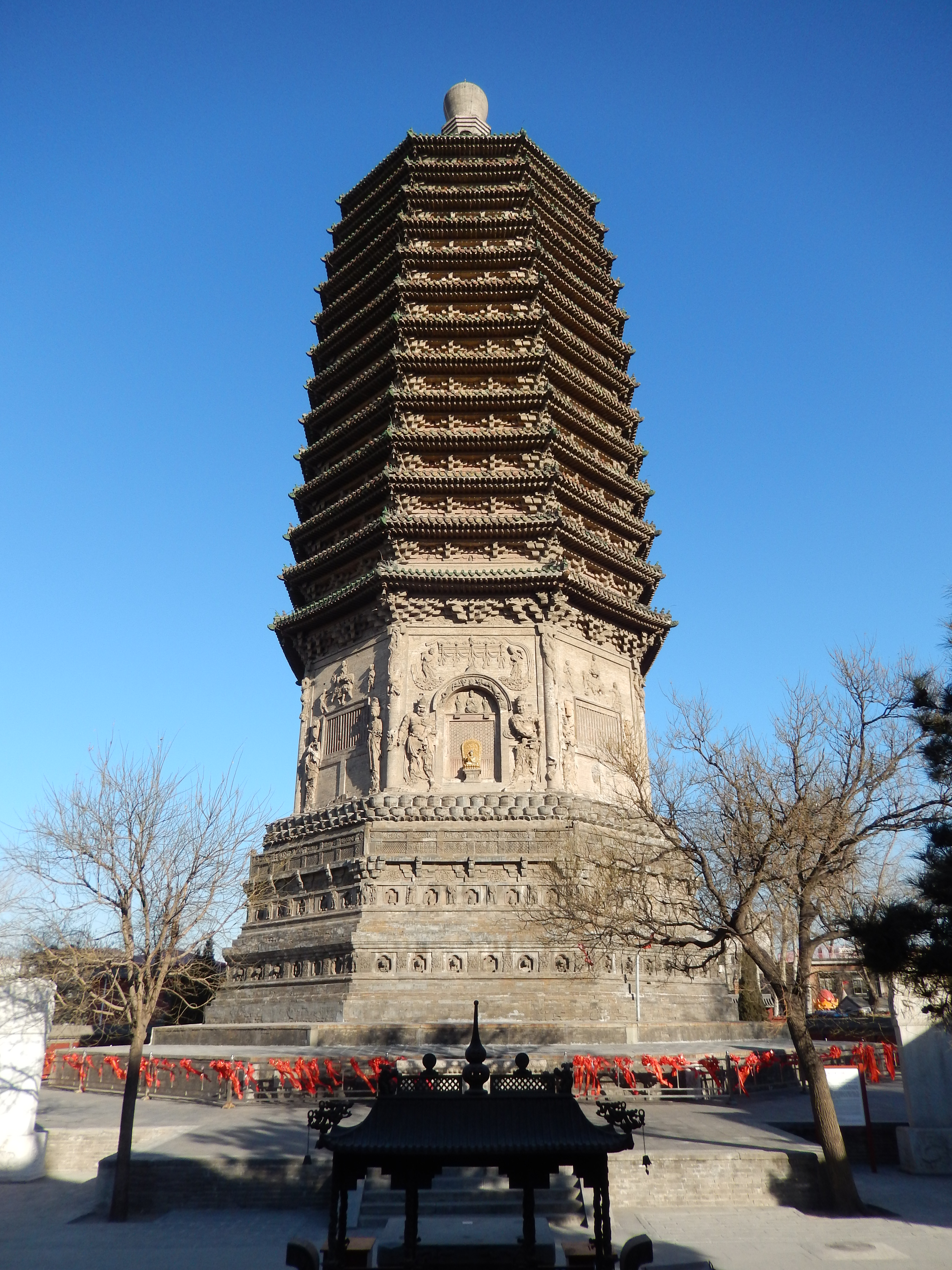
Pagode du Temple de Tianning construite en 1120.
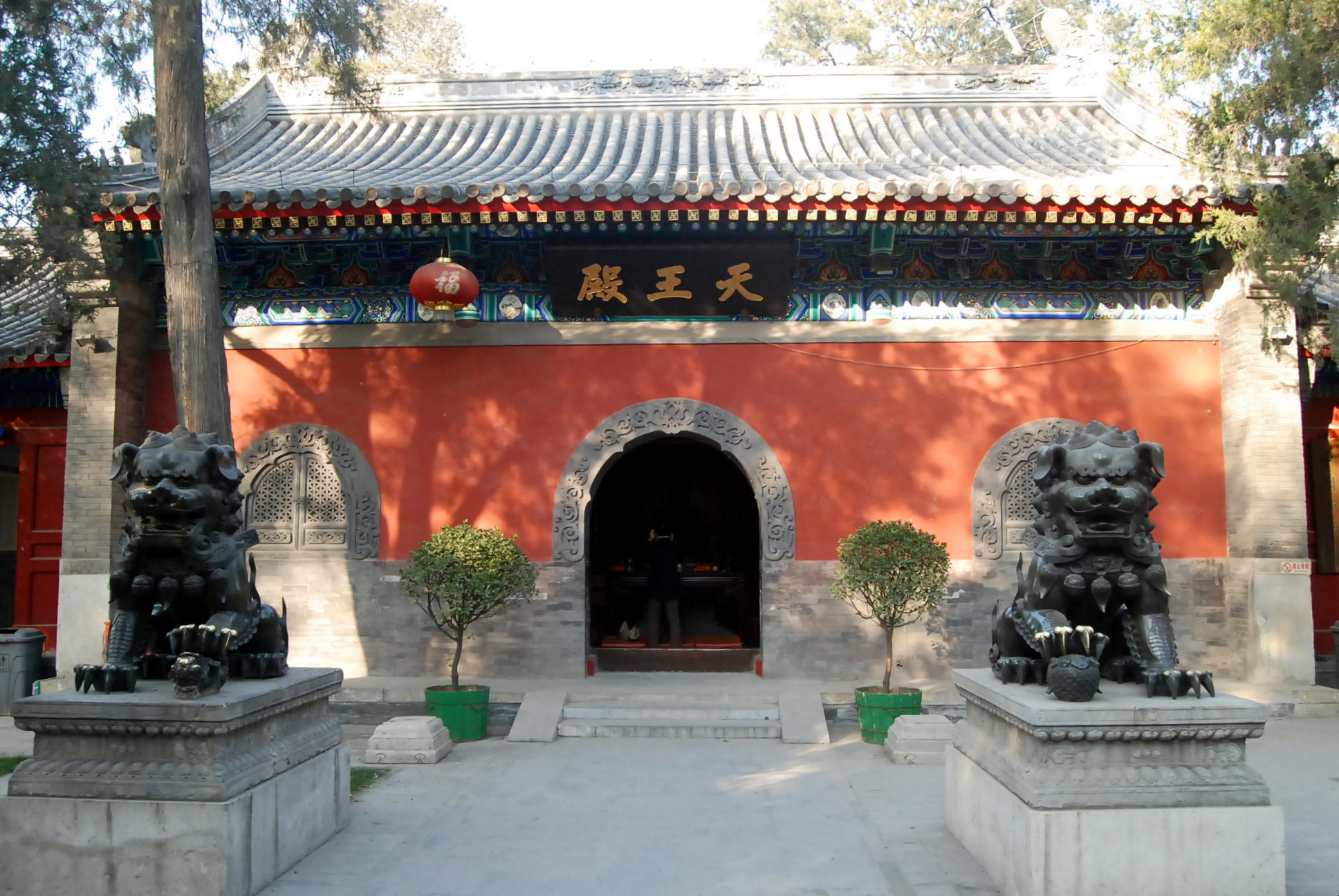
Temple Fayuan construit une première fois en 645, puis reconstruit sous les Liao.
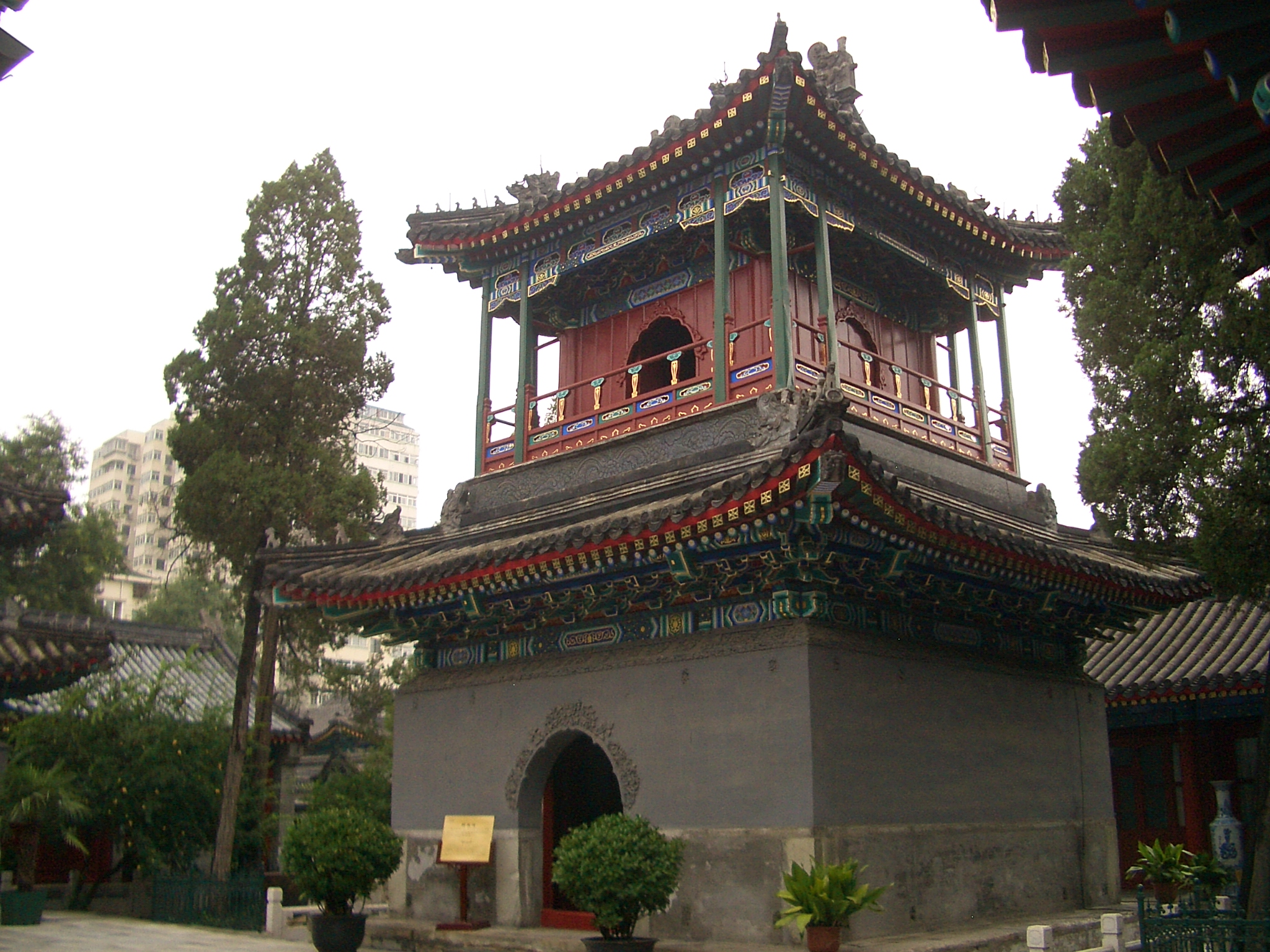
Minaret de la Mosquée de Niujie construit en 996, la plus ancienne des mosquées de Pékin.
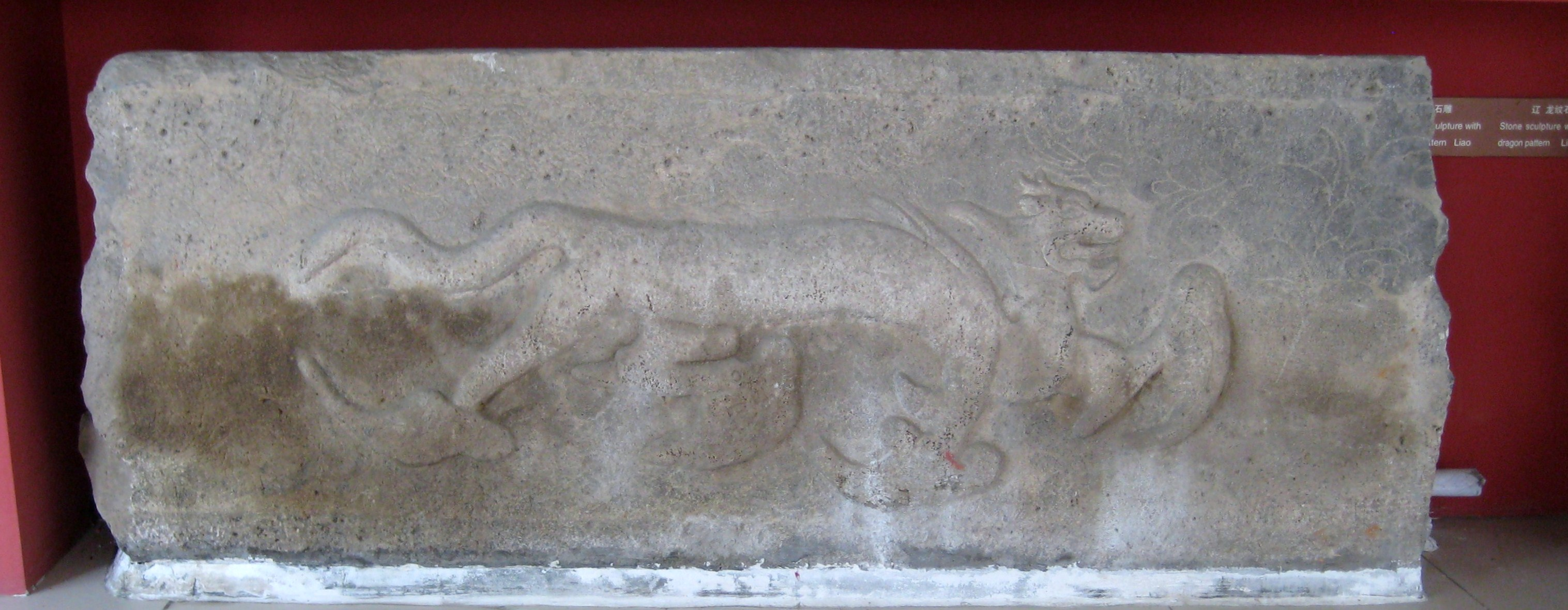
Bas-relief du mur d'enceinte de la Nanjing Liao.